# Vila Sodipe
Vila Sodipe é um bairro de Campos do Jordão, conhecido também como Vila Nossa Senhora de Fátima por sugestão do vereador Sebastião Aparecido Cesar no ano de 1979. Localiza-se na latitude 22º44'18" sul e a uma longitude 45º34'53" oeste. Grande área urbana e popular da cidade de Campos do Jordão, que foi implantada pela Companhia de Terrenos de Campos do Jordão, tendo a mesma origem de Vila Isabel. O ano do primeiro loteamento neste bairro foi 1955. Seu nome surgiu da sigla "Sociedade Distribuidora de Pedras" de Otávio Augusto Faria Souto que ali explorou, por longo tempo, uma pedreira.
É único bairro da cidade que possui um cemitério. Está localizado próximo aos bairros Vila Nadir, Vila Britânia, Vila Paulista,Vila Morro dos Médicos, Alto do Vila Inglesa, Jardim Primavera, Recanto Dubieux, Vila Guarani, Vila Everest, Vila Dubieux, Vila Inglesa e Vila Telma.